# Mücka
Mücka (en sorabe: Mikow) est une commune de Saxe (Allemagne), située dans l'arrondissement de Görlitz, dans le district de Dresde.